# 위자 (삼국지)
위자(衛玆, ? ~ 190년)는 중국 후한 말기의 인물로, 자는 자허(子許)이며 연주 진류군 양읍현(襄邑縣) 사람이다.

## 생애
진류태수 장막의 부장으로, 효렴으로 천거되었다. 격한 변론을 좋아하지 않았으며, 속세의 명성을 좇지 않는 인물이었다. 또한 엄청난 지조를 가져, 삼공의 초빙에도 응하지 않았다.
조조가 처음 진류를 방문했을 때, 조조를 본 위자는 "이 사람은 반드시 천하를 평정할 것이다"라고 말하였다. 조조 또한 위자를 비범한 인물로 여겨, 수차례 만나 대사(大事)를 논하였다. 그 후 위자는 동탁 토벌을 위하여 3천 명의 병력을 모았다. 또한 가재(家財)를 털어 조조의 거병을 지원하여, 조조는 5천 명의 병력을 얻을 수 있었다.
190년, 장막의 명령으로 위자는 조조를 수행하였다. 위자와 조조는 형양현(滎陽縣) 변수(汴水)에서 동탁의 부하 서영의 군세와 교전하였으며, 며칠을 싸웠으나 패하였고 위자는 전사하였다. 조조는 위자의 죽음을 애석히 여겨, 진류를 지나갈 때마다 사자를 파견하여 위자의 제사를 지내었다.

## 《삼국지연의》 속 위자
위자가 직접 등장하지는 않고, 위자를 모델로 한 것으로 보이는 위홍(衛弘)이라는 인물이 등장한다. 진류군의 대부호로 효렴으로 천거되었으며, 동탁 암살에 실패한 조조가 거병하자 자금을 지원한다.

## 가계

### 관련 인물
위진